# Bradma
 (novembre 2010).
Si vous disposez d'ouvrages ou d'articles de référence ou si vous connaissez des sites web de qualité traitant du thème abordé ici, merci de compléter l'article en donnant les références utiles à sa vérifiabilité et en les liant à la section « Notes et références ».
Bradma est un petit village de Kabylie en Algérie, situé dans la commune de Kherrata (wilaya de Béjaïa) à environ 17 km du chef lieu. Sa population s'élève à 412 habitants en 2008.
La beauté remarquable des paysages naturels a rendu célèbre ce village, Les hautes montagnes qui l'entourent, les sources  d'eau   potable naturelles et les rivières sont la principale attraction de Bradma.
Bradma, représente également un visage de la résistance et du sacrifice et de toute une population à l'époque du colon français. Elle fut le moteur de la guerre de libération dans la région de Kherrata.